# Жибек Жолы (Жетысайский район)
Жибек Жолы (каз. Жібек Жолы, до 2000 г. — Кирово) — село в Жетысайском районе Туркестанской области Казахстана. Входит в состав Макталинского сельского округа. Код КАТО — 514479500.

## Население
В 1999 году население села составляло 332 человека (180 мужчин и 152 женщины). По данным переписи 2009 года, в селе проживали 354 человека (189 мужчин и 165 женщин).